# Provincia de Riau
Riau (en neerlandés: Riouw) es una provincia de Indonesia, localizada en el centro de la isla de Sumatra junto al estrecho de Malaca. La mayor ciudad, y capital provincial, es Pekanbaru. Otras ciudades importantes son Dumai y Bengkalis.
Riau es rica en recursos naturales, en particular petróleo, gas natural, goma y aceite de palma. La mayoría de la provincia son bosques; la explotación forestal es una de las principales industrias de la provincia.
Las islas Riau formaron parte de la provincia hasta 2004, en que se convirtieron en una provincia aparte.